# Hammerwich
Hammerwich is een civil parish in het bestuurlijke gebied Lichfield, in het Engelse graafschap Staffordshire met 3818 inwoners.